# Gnomidolon peruvianum
Gnomidolon peruvianum là một loài bọ cánh cứng trong họ Cerambycidae.